# Томлей
Томле́й (рос. Томлей, чув. Тумликасси) — присілок у Чувашії Російської Федерації, у складі Красночетайського сільського поселення Красночетайського району.
Населення — 180 осіб (2010; 210 в 2002, 337 в 1979, 282 в 1939, 333 в 1926, 220 в 1897, 190 в 1869).
Національний склад (2002):
- чуваші — 100 %

## Історія
До 1835 року селяни мали статус державних, до 1863 року — удільних, займались землеробством, тваринництвом, бондарством, ковальством, виробництвом одягу та взуття. На початку 20 століття діяло 4 вітряка. 1930 року створено колгосп «Велетень». До 1918 року присілок входив до складу Курмиської (у період 1835–1863 років у складі Курмиського удільного приказу), до 1920 року — Красночетаївської волостей Курмиського, до 1927 року — Ядринського повітів. З переходом на райони 1927 року — спочатку у складі Красночетайського, у період 1962–1965 років — у складі Шумерлинського, після чого знову переданий до складу Красночетайського району.